# Biotina

Estrutura da biotina. A porção linear da estrutura é responsável pela ligação da biotina à cadeia polipeptídica da piruvato carboxilase.

Biotina, também conhecida como vitamina B7, é uma vitamina essencial, hidrossolúvel, que funciona como uma coenzima no metabolismo das purinas e dos carboidratos. Atua na formação da pele, unhas e cabelo, na utilização dos hidratos de carbono (açúcares e amido) e na síntese de ácidos graxos. 
Está presente em quase todos os seres vivos sejam fungos, plantas ou animais.

## Atividade biológica
A biotina é o cofactor da enzima piruvato carboxilase por ser uma molécula especializada no transporte de dióxido de carbono (CO2). Na reação anabolisada pela piruvato carboxilase, a biotina capta uma molécula de CO2 e transfere-a para uma molécula de piruvato, formando oxaloacetato, no processo de gliconeogênese. Esta transferência é possível graças à flexibilidade da porção linear da estrutura da biotina, que permite o movimento da parte da molécula envolvida no transporte do CO2.
A proteína avidina, presente numa forma activa em ovos crus, inibe a acção da biotina ao ligar-se a esta, evitando a sua absorção normal no intestino. Uma dieta rica em ovos crus pode levar, por isso, a uma deficiência em biotina. Esta propriedade é, no entanto, explorada a nível laboratorial: é possível adicionar moléculas de biotina a determinadas proteínas (um processo denominado biotinilação); proteínas marcadas deste modo podem ser facilmente purificadas através de cromatografia de afinidade, usando uma matriz contendo avidina covalentemente ligada, que por sua vez capta os grupos biotina (e consequentemente as proteínas a si ligadas). A proteína marcada pode então ser eluída (separada da matriz) usando um excesso molar de biotina livre, que compete com a biotina ligada à proteína e força-a a desligar da matriz cromatográfica.

### Suplementos
Existem poucas evidências de que é útil para tratar problemas de cabelo, unhas e pele em pessoas sem deficiência. A biotina não é absorvido pela pele, unhas ou cabelo por ser lipofóbica. É facilmente obtida na alimentação.